# Grand Prix automobile d'Allemagne 1932
Le Grand Prix d'Allemagne 1932 est un Grand Prix comptant pour le Championnat d'Europe des pilotes, qui s'est tenu sur le Nürburgring le 17 juillet 1932. L'épreuve comportait simultanément trois manches : l'une pour les voitures du premier groupe (sans limitation de cylindrée) de 25 tours, l'une pour les voitures du deuxième groupe (entre 800  et   1 500 cm3) de 23 tours et une autre pour les voitures du troisième groupe (entre 350  et   800 cm3).

## Grille de départ
Le positionnement sur la grille de départ s'est effectué selon le numéro de la voiture. Les voitures du premier groupe (no 2 à 32) étaient placées aux quatre premières lignes, les voitures du deuxième groupe (no 36 à 74) étaient placées de la cinquième à la dixième ligne et les voitures du troisième groupe (no 76 à 86) étaient placées de la onzième à la treizième ligne.
| Premier groupe (Plus de 1 500 cm3) | Premier groupe (Plus de 1 500 cm3) | Premier groupe (Plus de 1 500 cm3) | Premier groupe (Plus de 1 500 cm3) | Premier groupe (Plus de 1 500 cm3) | Premier groupe (Plus de 1 500 cm3) |
| ---------------------------------- | ---------------------------------- | ---------------------------------- | ---------------------------------- | ---------------------------------- | ---------------------------------- |
| 1re ligne                          | Pos. 3                             |                                    | Pos. 2                             |                                    | Pos. 1                             |
|                                    | Nuvolari Alfa Romeo                |                                    | Lehoux Bugatti                     |                                    | Caracciola Alfa Romeo              |
| 2e ligne                           |                                    | Pos. 5                             |                                    | Pos. 4                             |                                    |
|                                    |                                    | Lewy Bugatti                       |                                    | Borzacchini Alfa Romeo             |                                    |
| 3e ligne                           | Pos. 8                             |                                    | Pos. 7                             |                                    | Pos. 6                             |
|                                    | Pietsch Bugatti                    |                                    | Ruggeri Maserati                   |                                    | Chiron Bugatti                     |
| 4e ligne                           |                                    | Pos. 10                            |                                    | Pos. 9                             |                                    |
|                                    |                                    |                                    |                                    | Dreyfus Bugatti                    |                                    |
| Deuxième groupe (800 à 1 500 cm3)  |                                    |                                    |                                    |                                    |                                    |
| 5e ligne                           | Pos. 13                            |                                    | Pos. 12                            |                                    | Pos. 11                            |
|                                    | Seibel Bugatti                     |                                    | Fane Frazer Nash                   |                                    | Curzon Delage                      |
| 6e ligne                           |                                    | Pos. 15                            |                                    | Pos. 14                            |                                    |
|                                    |                                    | Siday Frazer Nash                  |                                    | Simons Bugatti                     |                                    |
| 7e ligne                           | Pos. 18                            |                                    | Pos. 17                            |                                    | Pos. 16                            |
|                                    | Wagner Bugatti                     |                                    | Hartmann Bugatti                   |                                    | Täuber Alfa Romeo                  |
| 8e ligne                           |                                    | Pos. 20                            |                                    | Pos. 19                            |                                    |
|                                    |                                    | Maserati                           |                                    | Rose-Itier Bugatti                 |                                    |
| 9e ligne                           | Pos. 23                            |                                    | Pos. 22                            |                                    | Pos. 21                            |
|                                    | Zigrand Bugatti                    |                                    | Scaron Amilcar                     |                                    | Gyulai Alfa Romeo                  |
| 10e ligne                          |                                    | Pos. 25                            |                                    | Pos. 24                            |                                    |
|                                    |                                    | Burggaller Bugatti                 |                                    | Félix FG Lombard                   |                                    |
| Troisième groupe (350 à 800 cm3)   |                                    |                                    |                                    |                                    |                                    |
| 11e ligne                          | Pos. 28                            |                                    | Pos. 27                            |                                    | Pos. 26                            |
|                                    | De Belleroche Austin               |                                    | Urban-Emmerich MG                  |                                    | Macher Austin                      |
| 12e ligne                          |                                    | Pos. 30                            |                                    | Pos. 29                            |                                    |
|                                    |                                    | Hamilton MG                        |                                    | Bäumer Austin                      |                                    |
| 13e ligne                          | Pos. 33                            |                                    | Pos. 32                            |                                    | Pos. 31                            |
|                                    |                                    |                                    | Kohlrausch BMW                     |                                    | Hedderich BMW                      |

## Classement de la course

### Classement de la course du premier groupe
| Pos. | no | Pilote                      | Écurie                 | Châssis            | Tours | Temps/Abandon           | Grille | Points |
| ---- | -- | --------------------------- | ---------------------- | ------------------ | ----- | ----------------------- | ------ | ------ |
| 1    | 22 | Rudolf Caracciola           | SA Alfa Romeo          | Alfa Romeo Tipo B  | 25    | 4 h 47 min 22 s 8       | 1      | 1      |
| 2    | 21 | Tazio Nuvolari              | SA Alfa Romeo          | Alfa Romeo Tipo B  | 25    | + 30 s 2                | 3      | 2      |
| 3    | 23 | Baconin Borzacchini         | SA Alfa Romeo          | Alfa Romeo Tipo B  | 25    | + 7 min 10 s 2          | 4      | 3      |
| 4    | 20 | René Dreyfus                | Privé                  | Bugatti Type 51    | 25    | + 13 min 42 s 6         | 9      | 4      |
| Abd. | 17 | Louis Chiron                | Automobiles E. Bugatti | Bugatti Type 51    | 6     | Essieu arrière          | 6      | 6      |
| Abd. | 12 | Hans Lewy Paul Pietsch      | Pilesi Racing Team     | Bugatti Type 51    | 5     | Accident                | 5      | 6 n/a  |
| Abd. | 16 | Marcel Lehoux               | Privé                  | Bugatti Type 51    | 3     | Essieu arrière          | 2      | 6      |
| Abd. | 25 | Amedeo Ruggeri              | Officine A. Maserati   | Maserati Tipo 26 M | 1     | Moteur                  | 7      | 6      |
| Abd. | 24 | Paul Pietsch                | Pilesi Racing Team     | Bugatti Type 51    | 0     | Radiateur               | 8      | 6      |
| Np.  | 4  | Hans Stuck                  | Wilhelm Merck          | Mercedes-Benz SSKL |       | Non partant             |        | 7      |
| Np.  | 6  | Whitney Straight            | Privé                  | Maserati Tipo 26 M |       | Non partant             |        | 7      |
| Np.  | 14 | Giuseppe Campari            | SA Alfa Romeo          | Alfa Romeo Tipo B  |       | Non partant             |        | 7      |
| Np.  | 20 | Achille Varzi               | Automobiles E. Bugatti | Bugatti Type 51    |       | Blessure aux yeux       |        | 7      |
| Np.  | 22 | Guy Bouriat                 | Automobiles E. Bugatti | Bugatti Type 51    |       | Non partant             |        | 7      |
| Np.  | 24 | László Hartmann             | Privé                  | Bugatti Type 51    |       | Engagé dans le groupe 2 |        | 7      |
| Np.  | 28 | Willy Longueville           | Privé                  | Bugatti Type 35B   |       | Non partant             |        | 7      |
| Np.  |    | Heinrich-Joachim von Morgen | German Bugatti Team    | Bugatti Type 49    |       | Décédé                  |        | 7      |
| Np.  |    | Albert Divo                 | Automobiles E. Bugatti | Bugatti Type 51    |       | Non partant             |        | 7      |

- Légende: Abd.=Abandon - Np.=Non partant

### Classement de la course du deuxième groupe
| Pos. | no | Pilote                          | Écurie                     | Châssis            | Tours | Temps/Abandon            | Grille  |
| ---- | -- | ------------------------------- | -------------------------- | ------------------ | ----- | ------------------------ | ------- |
| 1    | 46 | Henry Täuber                    | Privé                      | Alfa Romeo 6C 1500 | 23    | 4 h 54 min 46 s 8        | 6 (16)  |
| 2    | 50 | László Hartmann                 | Privé                      | Bugatti Type 37A   | 23    | 5 h 7 min 22 s 4         | 7 (17)  |
| 3    | 58 | Ernesto Maserati Amedeo Ruggeri | Officine A. Maserati       | Maserati 4CM       | 23    | 5 h 13 min 46 s 0        | 10 (20) |
| 4    | 36 | Francis Curzon                  | Privé                      | Delage 15S8        | 23    | 5 h 15 min 3 s 8         | 1 (11)  |
| 5    | 52 | Carl Wagner                     | Privé                      | Bugatti Type 37A   | 23    | 5 h 15 min 44 s 8        | 8 (18)  |
| 6    | 66 | Joseph Zigrand                  | Privé                      | Bugatti Type 37A   | 23    | 5 h 17 min 37 s 4        | 13 (23) |
| 7    | 62 | José Scaron                     | Privé                      | Amilcar MC0        | 23    | 5 h 20 min 16 s 0        | 12 (22) |
| 8    | 40 | Willy Seibel                    | Privé                      | Bugatti Type 37A   | 23    | 5 h 21 min 32 s 2        | 3 (13)  |
| 9    | 42 | Hans Simons                     | Pilesi Racing Team         | Bugatti Type 37A   | 23    | 5 h 29 min 11 s 6        | 4 (14)  |
| 10   | 56 | Anne-Cecile Rose-Itier          | Privée                     | Bugatti Type 37A   | 23    | 5 h 33 min 52 s 0        | 9 (19)  |
| Abd. | 70 | Pierre Félix                    | Armand Girod               | FG Lombard         | 17    |                          | 4 (14)  |
| Abd. | 60 | Stefan Gyulai                   | Privé                      | Alfa Romeo 6C 1500 | 13    | Bloc cylindre défectueux | 11 (21) |
| Abd. | 44 | Eric Siday                      | Frazer Nash H.J. Aldington | Frazer Nash        | 12    | Pression de carburant    | 5 (15)  |
| Abd. | 38 | Archi Fane                      | Privé                      | Frazer Nash        | 10    | Problèmes moteur         | 2 (12)  |
| Abd. | 24 | Ernst-Günther Burggaller        | Privé                      | Bugatti Type 51A   | 4     | Essieu brisé             | 15 (25) |
| Np.  | 48 | Émile Dourel                    | Privé                      | Amilcar            |       | Non partant              |         |
| Np.  | 54 | Just-Émile Vernet               | Privé                      | Salmson            |       | Non partant              |         |
| Np.  | 64 | Willy Longueville               | Privé                      | Bugatti            |       | Non partant              |         |
| Np.  | 68 | Claude Ozannat                  | Privé                      | Bugatti Type 51A   |       | Non partant              |         |
| Np.  | 72 | Engelbert Arco-Zinneberg        | Privé                      | Amilcar            |       | Non partant              |         |
| Np.  |    | Harold John Aldington           | Privé                      | Frazer Nash        |       | Non partant              |         |
| Np.  |    | Heinz Risse                     | Privé                      | Bugatti            |       | Non partant              |         |
| Np.  |    | Joseph Reinartz                 | Privé                      | Bugatti            |       | Non partant              |         |
| Np.  |    | Alphonse Evrard                 | Privé                      | Bugatti            |       | Non partant              |         |
| Np.  |    | Rudolf Steinweg                 | Privé                      | Amilcar            |       | Non partant              |         |
| Np.  |    | Prince Demenious                | Privé                      | Maserati           |       | Non partant              |         |
| Np.  |    | Domenico Rosso Cerami           | Privé                      | Maserati           |       | Malade                   |         |

- Légende: Abd.=Abandon - Np.=Non partant
- La position donnée sur la grille de départ est celle du groupe, les numéros entre parenthèses indiquent la position sur la grille en tenant compte des autres groupes.

### Classement de la course du troisième groupe
| Pos. | no | Pilote                | Écurie         | Châssis          | Tours | Temps/Abandon     | Grille |
| ---- | -- | --------------------- | -------------- | ---------------- | ----- | ----------------- | ------ |
| 1    | 84 | Hugh Hamilton         | Captain Noakes | MG Midget Type C | 19    | 4 h 33 min 29 s 0 | 5 (30) |
| 2    | 88 | Bobby Kohlrausch      | Privé          | BMW Wartburg     | 19    | 4 h 46 min 0 s 8  | 7 (32) |
| Abd. | 82 | Walter Bäumer         | Privé          | Austin           | 16    | Suspension avant  | 4 (29) |
| Abd. | 78 | Hugo Urban-Emmerich   | Privé          | MG Midget Type C | 9     | Mécanique         | 2 (27) |
| Abd. | 86 | Fritz Hedderich       | Privé          | BMW Wartburg     | 8     | Vilebrequin       | 6 (31) |
| Abd. | 76 | Gerhard Macher        | Privé          | DKW Eigenbau     | 2     | Piston            | 1 (26) |
| Abd. | 80 | Marquis de Belleroche | Privé          | Austin           | 1     | Suspension avant  | 3 (28) |
| Np.  | 90 | Hans Rüesch           | Privé          | MG Midget        |       | Non partant       |        |

- Légende: Abd.=Abandon - Np.=Non partant
- La position donnée sur la grille de départ est celle du groupe, les numéros entre parenthèses indiquent la position sur la grille en tenant compte des autres groupes.

## Pole position et record du tour
- Premier groupe :
  - Pole position :  Rudolf Caracciola (Alfa Romeo) par tirage au sort.
  - Meilleur tour en course :  Tazio Nuvolari (Alfa Romeo) en 10 min 49 s 4.
- Deuxième groupe :
  - Pole position :  Francis Curzon (Delage) par tirage au sort.
  - Meilleur tour en course :  Henri Täuber (Alfa Romeo) en 12 min 21 s 8.
- Troisième groupe :
  - Pole position :  Gerhard Macher (DKW) par tirage au sort.
  - Meilleur tour en course :  Hugh Hamilton (MG) en 13 min 29 s 0.